# Valle Castellana

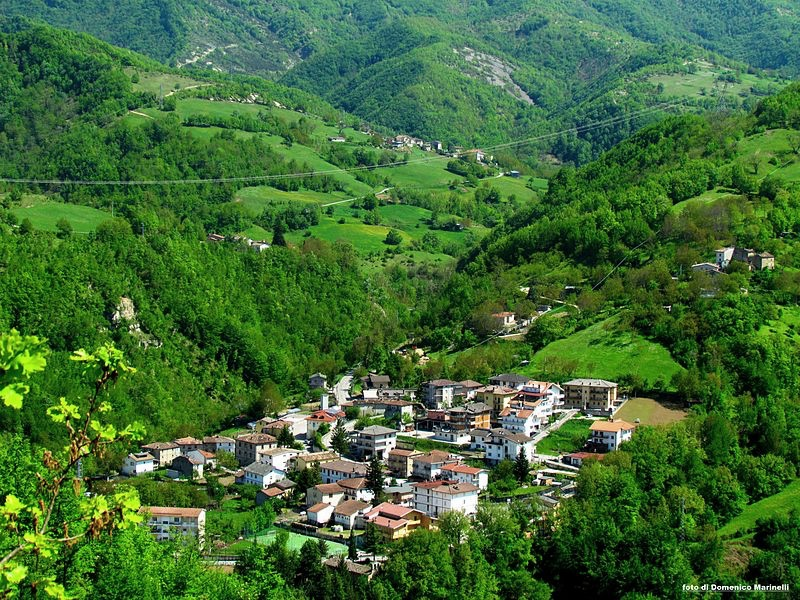
Panorama von Valle Castellana

Valle Castellana (im lokalen Dialekt: i Piana) ist eine italienische Gemeinde (comune) mit 845 Einwohnern (Stand 31. Dezember 2023) in der Provinz Teramo in den Abruzzen. Die Gemeinde liegt etwa 20 Kilometer nordwestlich von Teramo und gehört zur Comunità montana della Laga. Valle Castellana grenzt unmittelbar an die Provinzen Rieti (Latium) und Ascoli Piceno (Marken). Ein großer Teil des Nationalparks Gran Sasso und Monti della Laga liegt im Gemeindegebiet.

## Sport
2002 war Valle Castellana Etappenort des Giro d’Italia.